# Charsiky
Charsiky (ukr. Харсіки) – wieś na Ukrainie, w obwodzie połtawskim, w rejonie łubieńskim. W 2001 liczyła 974 mieszkańców, wśród których 946 jako ojczysty język wskazało ukraiński, 25 rosyjski, 1 mołdawski, 1 bułgarski, 1 białoruski.